# Сад-узел
Сад-узел, узловой сад (англ. Knot garden) — садовый стиль, который был заимствован из садоводческой культуры средневековой Европы, позднее став популярным направлением садово-паркового искусства в эпоху Ренессанса в Англии и Шотландии в XVI-XVIII века. В настоящее время является элементом формального «английского сада».

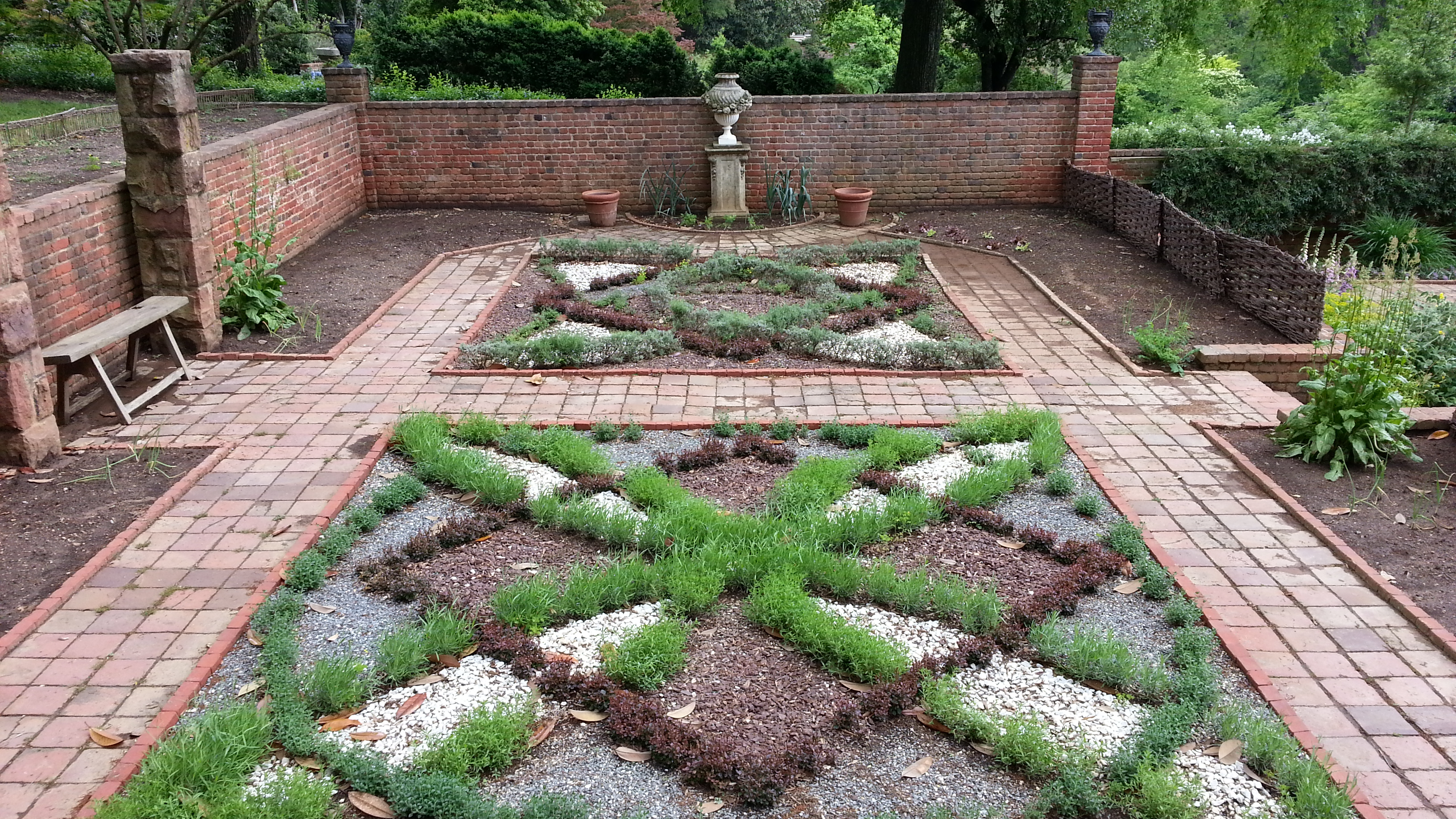
Классический «сад-узел» елизаветинской эпохи в Эгеркрофт-Холле, Англия — Ричмонд, штат Виргиния, США

Данный тип садовой посадки обычно состоит из разнообразных ароматических и кулинарных трав или низких живых изгородей, например таких как самшит, высаженных рядами для создания специально переплетающегося, геометрического рисунка, помещенного в квадратную рамку и уложенного на ровный субстрат из почвы. Пространство между геометрически расположенными линиями часто заполняется камнем, гравием, песком или цветущими растениями. Традиционно в такого типа садах используют дубровник, майоран, тимьян, полынь, мелиссу, иссоп, костянку, акант, мальву, ромашку, розмарин, календулу, фиалку и сантолину.
В большинстве случаев, края окаймления высаживали из самшита вечнозеленого (лат. - Buxus sempervirens ), который легко подстригается, образуя густые миниатюрные вечнозеленые изгороди, сохраняющие цвет и глубину узора даже зимой. При этом, использование  низких самшитовых изгородей в окаймлении стало применяться только в конце XVII в..

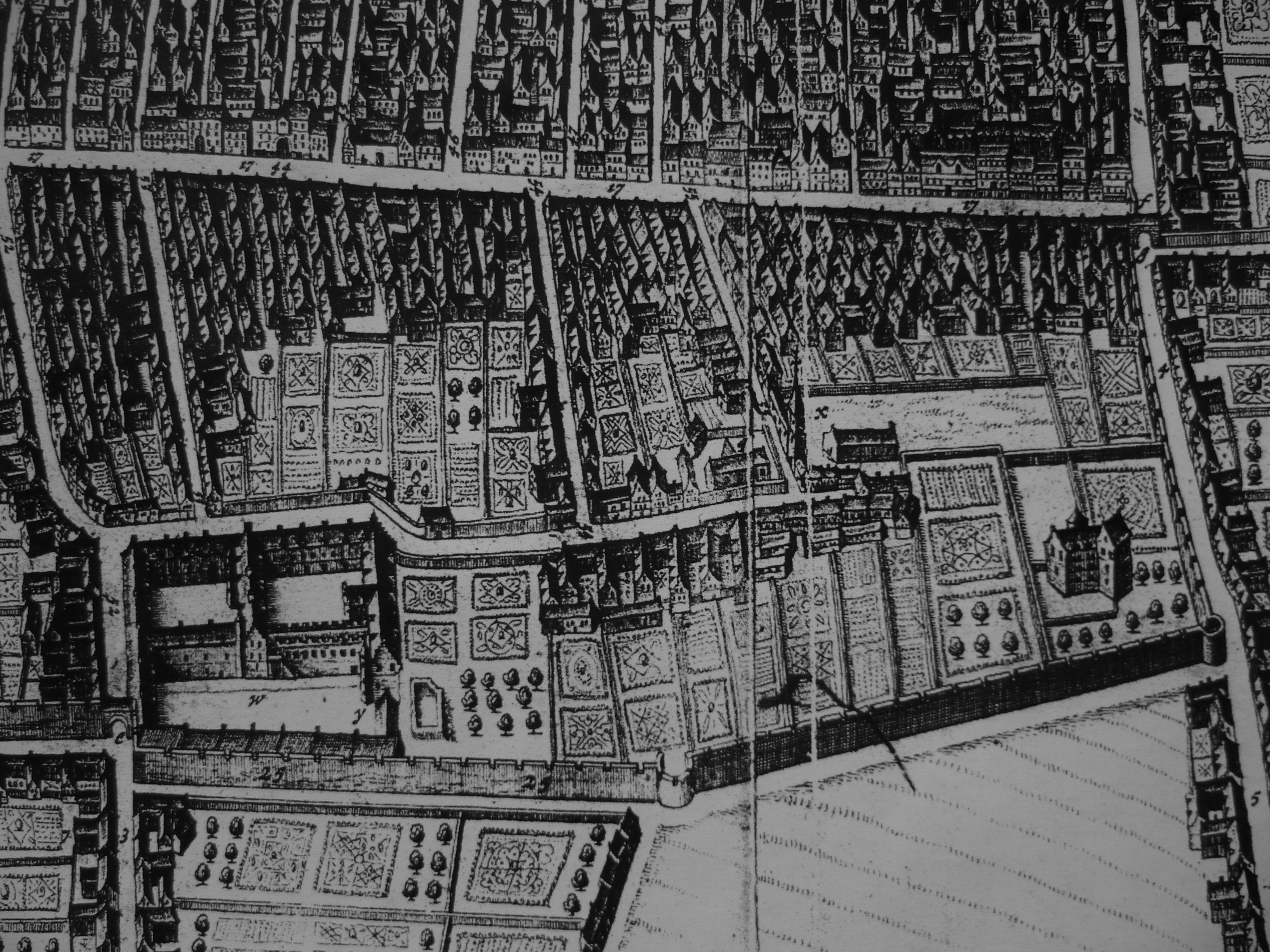
Расположение садов на карте 1647 г. в Эдинбурге, Шотландия

Исторически сад-узел располагался вблизи особняков, усадеб или позади городских домов, обитатели которых, а также их гости, могли любоваться замысловатыми узорами  из окон верхних этажей — как бы с высоты птичьего полета. Большинство дизайнов основывалось на квадратных формах. Причем малый сад мог состоять лишь из одного квадрата-клетки, тогда как сады побольше могли состоять из шести или восьми клеток. Внутренний узор сада состоял из полос растений контрастных цветов, которые располагались таким образом, чтобы создавать впечатление, будто они переплетаются друг с другом. В этом случае узор назывался «закрытым». В случае, когда полосы посадок не переплетались — их называли «открытыми».
Терминология
Термин «сад-узел» тесно связан с термином «сад-партер». В терминологии XVII века эти термины зачастую чередовались и  взаимозаменялись, что характерно и сегодня . При этом важно подчеркнуть, что с формальной стороны, сад-узел обычно относят к дизайну посадки, использующей переплетающийся геометрический узор, тогда как к термину «партер», берущему корни из чисто французской традиции садово-паркового искусства, обычно относят все остальные виды садов регулярного стиля .
Значение 
Широкое распространение данного типа садов связано как с практическим применением различных лечебных трав, обычно культивируемых в то время эксклюзивно в аптекарских садах, так и с эстетической (малые размеры, простота ухода) и религиозной. Многие исследователи склоняются к мнению, что геометрические формы «сада-узла» — сфера, вписанная в квадрат, — напрямую являются отсылкой к религиозным представлениям средневековья о «небесах обетованных» на земле. Так, например, в трудах о средневековом садоводстве зачастую можно встретить упоминания Эдемского сада, окаймленного стеной, как сакрального объекта. В своей известной книге XVI в. о садоводстве Английский церковник и садовод Уильям Лоусон также связывал данную практику садоводства с духовной и наивысшей добродетелью. Позднее, уже в XVII в. эти идеи нашли отражение и своё дальнейшее развитие в трудах шведского естествоиспытателя эпохи Просвещения Эммануила Сведенборга. В Шотландии и Ирландии распространение «сада-узла» также непосредственно связывается с декоративной эстетикой и сакральными, ранне-христианскими традициями «кельтского узла». Впоследствии, «сад-узел» в меньшей степени стал органическим продолжением и своеобразным «северным» развитием концепций гармонии, упорядочения и господства человека над природой, характерных для паркового искусства эпохи европейского Ренессанса.

## История
Впервые термин «сад-узел» упоминается в итальянском средневековом романе Гипнэртомахия полифила Альда Мануция 1499г., повлиявшего на распространение итальянско садового стиля в Англии, и садовых лабиринтов в частности. Непосредственно мотив «узла» мог быть заимствован как из местной культуры (шитье, вязание, кожевенное мастерство, кельтские мотивы), так и из древне-византийской, ранне-христианской.
Различают три периода развития концепции «сад-узел»: ранний Тюдорский (1485–1558), раний Стюартский (1558–1625гг.) и средний/поздний Стюартский (1625–1714гг.) периоды. На протяжении этих периодов происходила тенденция к постепенному упрощению плетеного узора: с превалирования «открытого» стиля посадки над «закрытым», а также переходу к элементам, характерным для сада-партера французской регулярной школы садово-паркового искусства. По сути это отражало общефилософскую тенденцию периода эпохи Просвещения, сместившего акцент от сакрального объекта — к субъекту созерцания. Под конец своей популярности и полного выхода из употребления термин «сад-узел» и «сад-партер» стали взаимозаменяемыми, а затем последний окончательно вытеснил собой первый.
В конце ХХ — начале XXIвв. наблюдается сперва возрождение интереса, а затем и популяризация раннего концепта «сада-узла». Это связанно, прежде всего, с популяризацией в телевизионных программах и в печати жизни и быта соответствующих исторических периодов, а также с растущим интересом к более устойчивому, экологически-чистому и биологически-разнообразному городскому садоводству и методам ведения садово-парковой культуры.

## Галерея

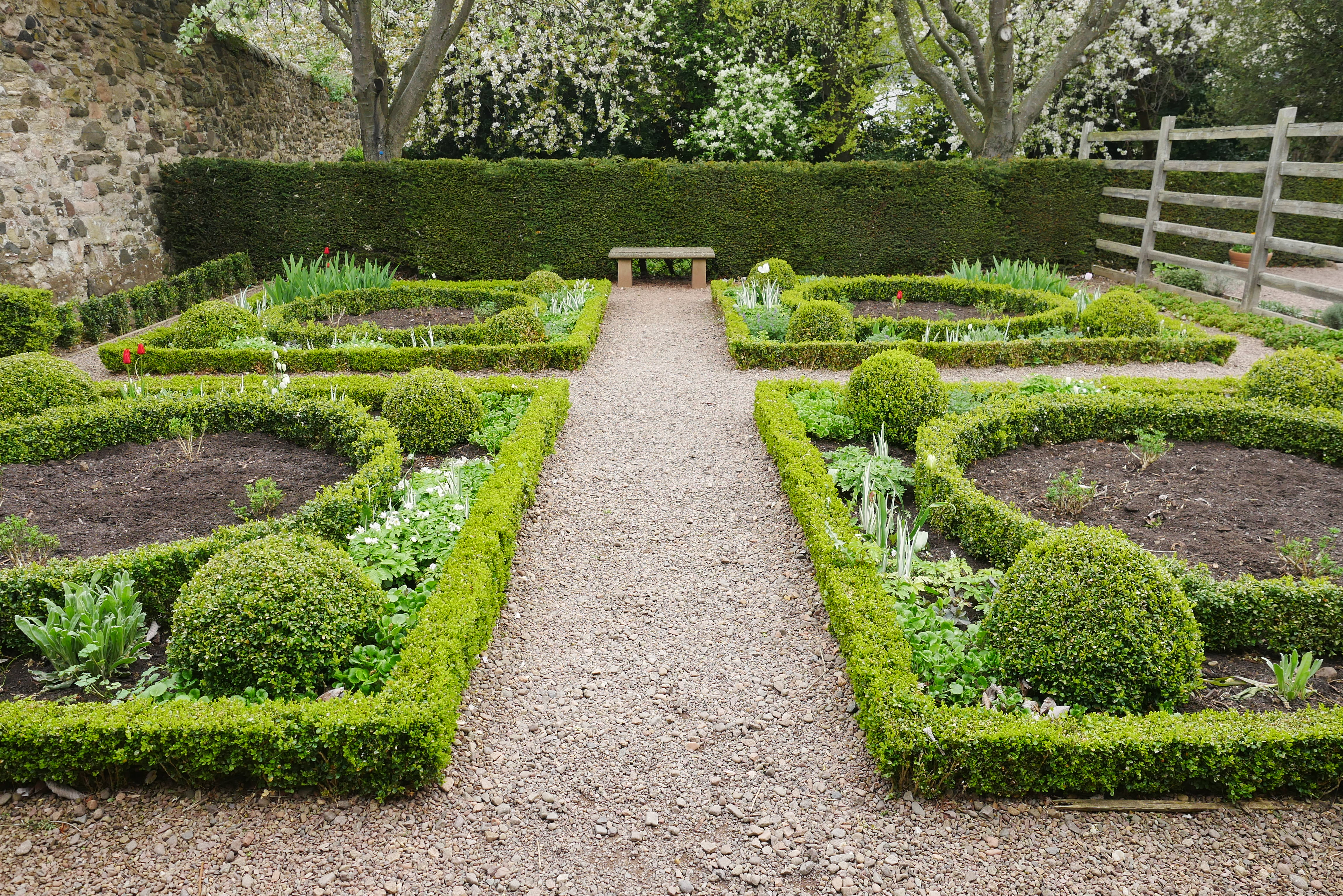
Сад-узел, Данбар клоуз, Эдинбург

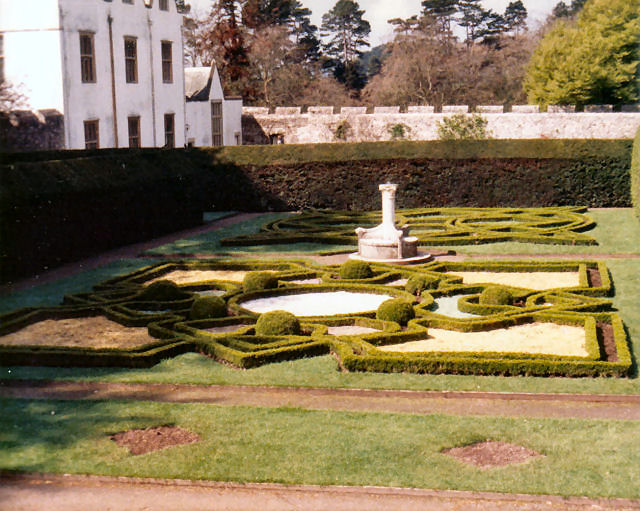
Сад-узел в замке Св. Фагана, Уэльс

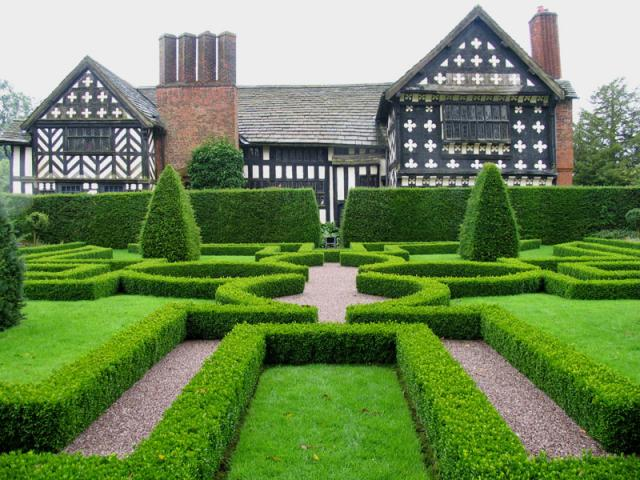
Сад-узел в Мортон-холл, графство Чешир, Англия

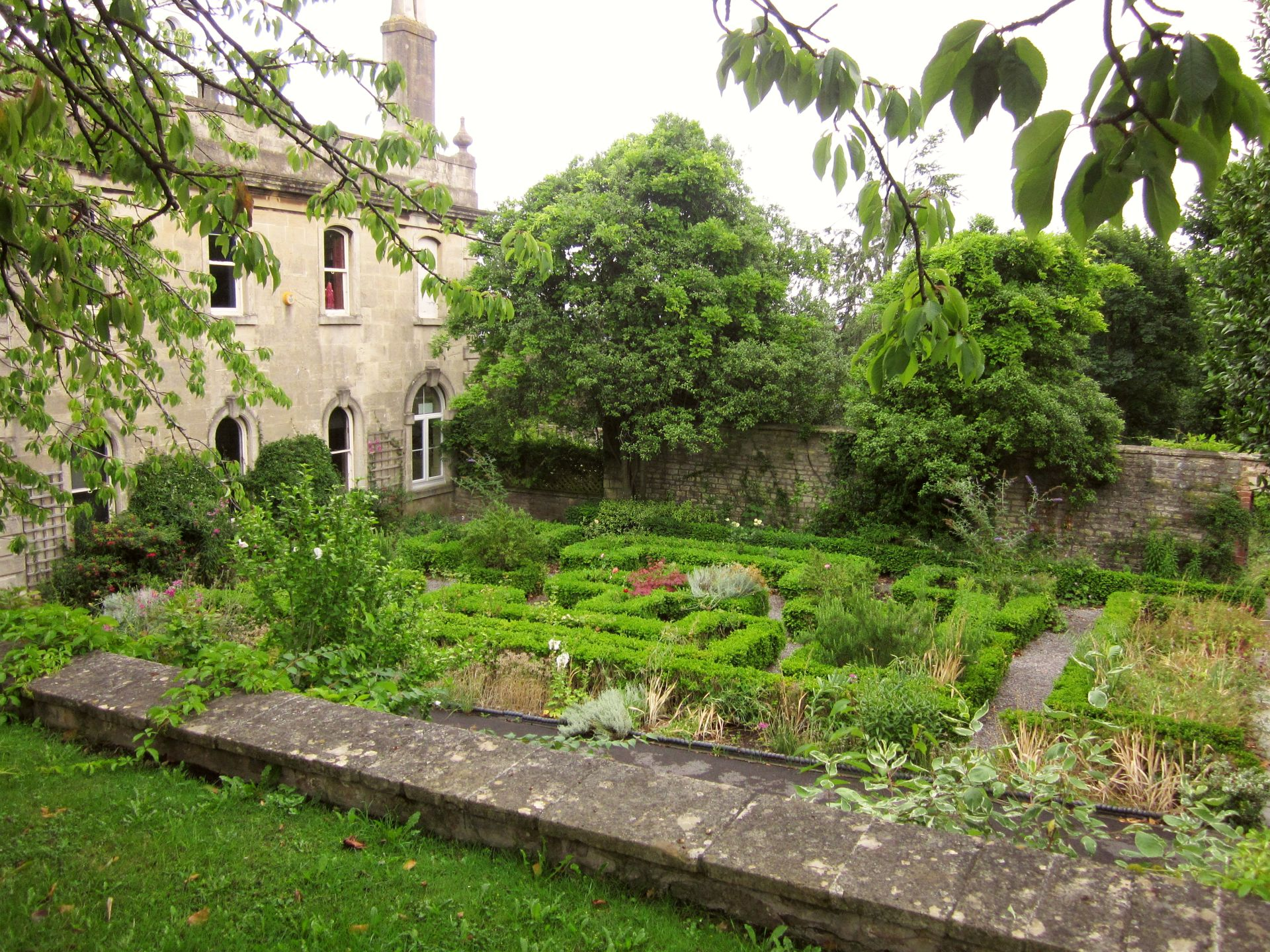
Сад-узел в Рэдлэнд-корт, Рэдлэнд, Бристоль

## См.также
- Аптекарский сад
- Садовый лабиринт
- Партер
- Ботанический сад